# 3e Infanteriedivisie (Canada)

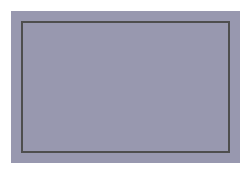
Insigne van het Canadese 3e Infanteriedivisie

De Canadese 3de infanteriedivisie werd opgericht op 17 mei 1940. Er was echter een grote vertraging met het oprichten van de diverse (staf)afdelingen, het divisiehoofdkwartier werd pas op 26 september van dat jaar opgericht. Op 26 oktober 1940 werd de eerste divisiecommandant benoemd.
De divisie was onderdeel van het Canadese 1e Leger. 

## Geschiedenis van de eenheid
Tijdens de oprichting van de divisie, werd een eenheid (de Cameron Highlanders) getransporteerd naar IJsland als onderdeel van Z Force. Het bataljon bracht daar de winter 1940-41 door, voordat de eenheid werd verplaatst naar het Verenigd Koninkrijk. Eenheden van de divisie (de 8e en 9e infanteriebrigade) werden verscheept vanaf 1 juli 1941 en kwamen aan aan het eind van dezelfde maand. De 7e infanteriebrigade scheepte in in augustus en arriveerde begin september. 
Na de aankomst bracht de divisie drie jaar in garnizoen en opleiding door, voordat de eenheid werd ingezet bij de landingen in Normandië op D-Day. De eenheid landde op Juno Beach. Veldslagen die op het vaandel vermeld mogen worden zijn onder andere: Caen, Zak van Falaise, inname Kanaalhavens, Breskens pocket en the final offensives of 1945.

## Eenheden van de divisie
7e infanteriebrigade
- The Royal Winnipeg Rifles
- The Regina Rifle Regiment
- 1e bataljon The Canadian Scottish Regiment

8e infanteriebrigade
- The Queen's Own Rifles of Canada
- Le Régiment de la Chaudière
- The North Shore (New Brunswick) Regiment

9e Infanteriebrigade
- The Highland Light Infantry of Canada
- The Stormont, Dundas and Glengarry Highlanders
- The North Nova Scotia Highlanders

Overige eenheden
- 7e verkenningsregiment (17th Duke of York's Royal Canadian Hussars)
- The Cameron Highlanders of Ottawa (machinegeweer)
- 12e Regiment Veldartillerie
- 13e Regiment Veldartillerie
- 14e Regiment Veldartillerie
- 3e Antitank Regiment
- 4e Regiment Lichte Luchtdoelartillerie